# Helicopsyche villegasi
Helicopsyche villegasi är en nattsländeart som beskrevs av Donald G. Denning och Blickle 1979. Helicopsyche villegasi ingår i släktet Helicopsyche och familjen Helicopsychidae. Inga underarter finns listade i Catalogue of Life.